# Robert Michels
Robert Michels (Colonia, 9 de enero de 1876 - Roma, 2 de mayo de 1936) fue un sociólogo y politólogo alemán, especializado en el comportamiento político de las élites intelectuales. Es sobre todo conocido por su libro Los partidos políticos, que contiene una descripción de su Ley de hierro de la oligarquía. Fue alumno de Max Weber.

## Biografía
Nació en Alemania en el seno de una rica familia de mercaderes. Estudió en el Reino Unido, en París (en la Sorbona) y en las universidades de Munich, Leipzig (1897), Halle (1898) y Turín. Se convirtió en socialista mientras enseñaba en la Universidad Protestante de Marburgo y participó activamente en el Partido Socialdemócrata de Alemania, del que fue candidato fallido en las elecciones federales alemanas de 1903. Su militancia socialista le impidió ejercer el profesorado en Alemania, pero no en Italia, donde llegó a ser doctor y catedrático en la Universidad de Perugia.  En Italia, se asoció con el sindicalismo revolucionario italiano, una rama de izquierda del Partido Socialista Italiano (PSI). Representó a dicho partido en la II Internacional; lo abandonó en 1907.
En lo científico, Michels recibió influencias de los elitistas, de Max Weber (de quien fue alumno) y de Vilfredo Pareto. Escribió obras sobre los sistemas políticos de partidos y desarrolló su Ley de hierro de la oligarquía. Publicó sus primeros escritos en Archiv für Sozialwissenschaft und Sozialpolitik (Archivos de Ciencias Sociales y Política Social) en 1906, con la ayuda de Max Weber, quien lo nombró coeditor en 1913. Weber y Michels se distanciaron con  motivo de la Primera Guerra Mundial, ya que Michels se oponía a dicha guerra. En 1912, asistió al Primer Congreso Internacional de Eugenesia, donde presentó un documento titulado "La eugenesia en la organización del partido". Michels criticó el determinismo materialista de Karl Marx, prefiriendo la metodología histórica de Werner Sombart. 
Debido a que Michels admiraba la cultura italiana y era prominente en las ciencias sociales, llamó la atención de Luigi Einaudi y Achille Loria, quien consiguieron para Michels una cátedra en la Universidad de Turín, donde enseñó Economía, Ciencias Políticas y Socioeconomía hasta 1914. Luego se convirtió en profesor de Economía en la Universidad de Basilea, Suiza, cargo que ocupó hasta 1928.

En 1924, se unió al Partido Nacional Fascista (PNF), dirigido por Benito Mussolini, ex director del periódico del Partido Socialista Italiano Avanti!. Michels estaba convencido de que el vínculo entre el carisma de Mussolini y la clase obrera era, de alguna manera, el mejor medio para realizar un verdadero gobierno de la clase baja sin mediación política burocrática. En 1928, se convirtió en profesor de Economía e Historia de las doctrinas políticas en la Universidad de Perugia, y ocasionalmente dio conferencias en Roma, donde murió el 2 de mayo de 1936.

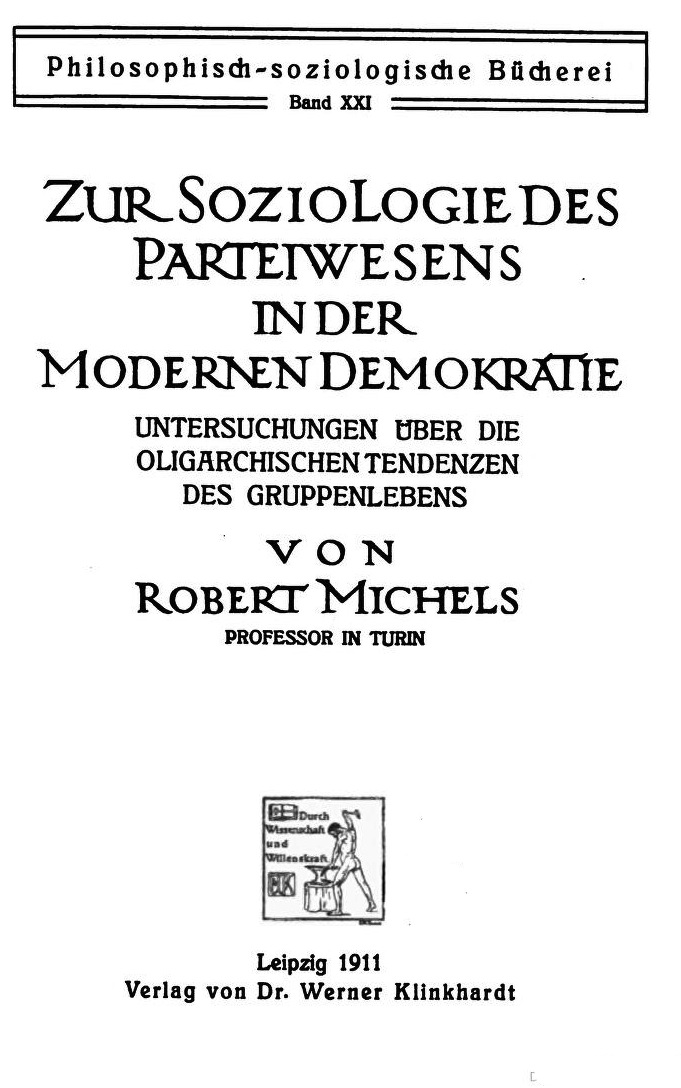

## Ley de hierro de la oligarquía
Michels cuenta con una extensa obra como sociólogo. Estudia partidos, sindicatos, el nacionalsocialismo y el nacionalismo en la época fascista.
En su obra Los partidos políticos, formula la "ley de hierro de la oligarquía", con la que afirmaba que "tanto en autocracia como en democracia siempre gobernará una minoría"; la idea básica es que toda organización se vuelve oligárquica.
Los líderes, aunque en principio se guíen por la voluntad de la masa y se digan revolucionarios, pronto se emancipan de esta y se vuelven conservadores. Siempre el líder buscará incrementar o mantener su poder a cualquier precio, incluso olvidando sus viejos ideales. 
Por eso, las organizaciones políticas pronto dejan de ser un medio para alcanzar determinados objetivos socioeconómicos y se transforman en un fin en sí mismas (desplazamiento de objetivos). 
La ley de hierro de la oligarquía se fundamenta en tres argumentos:
- En primer lugar, cuanto más grandes se hacen las organizaciones, más se burocratizan, ya que, por una parte, se especializan, y, por otra, deben tomar decisiones cada vez más complejas y de una forma más rápida. Aquellos individuos que conocen cómo tratar los temas complejos con los que se enfrenta la organización se van volviendo imprescindibles, formando la élite.

- En segundo lugar, se desarrolla una dicotomía entre eficiencia y democracia interna; de modo que para que la organización sea eficiente necesita un liderazgo fuerte, a costa de una menor democracia interna.

- En tercer lugar, la propia psicología de las masas hace deseable el liderazgo, puesto que son apáticas, ineptas para resolver problemas por sí mismas; son agradecidas con el líder, y tienden al culto de la personalidad. Su única función sería, pues, la de escoger de vez en cuando a sus líderes.

El liderazgo anula la democracia, ya que ésta es entendida por Michels a la manera rousseauniana, como gobierno del pueblo.  
El parlamentarismo coadyuva a la oligarquización (especialización de faenas, comisiones...); hace que el líder sea imprescindible; es rutinario (el líder puede hacer uso de sus capacidades técnicas adquiridas). El parlamentarismo da más oportunidades al líder para automatizarse. La casta de los líderes (oligarquía) se cierra como una falange, pues se ayudan mutuamente para evitar la competencia de nuevos líderes surgidos de la masa (trust oligárquico).
Lo único que puede hacer la masa es sustituir un líder por otro. Por eso los líderes mantienen algún vínculo con la masa, incluso alianzas contra nuevos líderes. Los viejos líderes apelan a la disciplina, cosa que reduce la libertad de expresión de la masa. 

La organización es lo que da origen a la dominación de los elegidos sobre los electores, de los mandatarios sobre los mandantes, de los delegados sobre los delegadores. Quien dice organización dice oligarquía.

La democracia sería un mejor sistema para la selección de oligarquías que un sistema hereditario. En 1911 Michels aún habla de democracia como mal menor. Después se decantará por las tesis fascistas[cita requerida].